# Hrgovec
Hrgovec falu Horvátországban Kapronca-Kőrös megyében. Közigazgatásilag  Sveti Petar Orehovechez tartozik.

## Fekvése
Köröstől 10 km-re északnyugatra, községközpontjától 3 km-re északkeletre a Kemléki-hegység lejtőin fekszik.

## Története
A falunak 1857-ben 48,  1910-ben 70 lakosa volt. Trianonig Belovár-Kőrös vármegye Körösi járásához tartozott. 2001-ben 24 lakosa volt.